# Полска съпротива
Полската съпротива е съпротивително движение в Полша по време на съветската и германската окупация през Втората световна война.
Полската съпротива, доминирана от организацията „Армия Крайова“, част от Полската нелегална държава, е най-голямото съпротивително движение в окупирана Европа по време на войната. Тя организира саботажни акции, нарушаващи снабдяването на германците на Източния фронт, осигурява разузнавателна информация на Съюзниците и спасява от заплахата на Холокоста повече евреи от всяка организация или правителство на западните Съюзници.